# Veterknoop
Een veterknoop of strik is een speciale knoop die meestal wordt gebruikt om schoenveters vast te maken. Door in beide uiteinden een slippend eind te maken wordt het losmaken van de knoop sterk vereenvoudigd. Er bestaan twee manieren om veters te strikken. Nogal wat mensen hebben het leggen van een asymmetrische knoop in de schoenveters geleerd, maar er bestaat ook een symmetrische (steviger) mogelijkheid.
- De asymmetrische knoop is een speciale versie van de zogenoemde oudewijvenknoop. Deze knoop biedt een beperkte wrijving tussen de delen die langs elkaar bewegen, waardoor deze knoop betrekkelijk gemakkelijk weer losraakt. Door het aantrekken zal de strik dwars op de lengterichting worden getrokken, zodat het wrijvingsvlak wordt gevormd door twee haaks op elkaar staande veterstukken. Bij deze knoop worden de twee uiteinden slippend gelegd, waardoor er twee lussen ontstaan. Deze knoop kan daarom worden aangeduid als 'een dubbel slippende oudewijvenknoop'.
- De symmetrische knoop is een speciale vorm van de platte knoop. Deze biedt aanzienlijk meer wrijving tussen de veterdelen die parallel langs elkaar worden getrokken, de knoop wordt daardoor vaster getrokken. De strik wordt zo in de lengterichting van de veter getrokken. Ook bij deze knoop zijn de twee uiteinden slippend, met twee lussen gelegd. Deze knoop kan daarom worden aangeduid als 'een dubbel slippende platte knoop'.

Bijna iedereen die het strikken van schoenveters heeft geleerd ervaart dit vervolgens als vanzelfsprekend, maar slechts weinig mensen beseffen dat ze slechts een van deze twee mogelijkheden hebben aangeleerd. Veel mensen die de veters strikken op de asymmetrische manier beseffen niet dat hun veters daardoor gemakkelijker losraken. Een eenmaal aangeleerde vorm die door dagelijks gebruik is ingesleten blijkt vaak erg lastig om te veranderen.

## Strikdiploma
Op de basisschool kunnen kinderen hun veterstrikdiploma halen. Hierbij moeten ze in de klas aan hun juf of meester laten zien dat ze hun veters kunnen strikken. Ze mogen dan vaak als prijs of trofee hun oude veterschoen verven. Er zijn ook heuse certificaten op internet te vinden die door de onderwijskracht kunnen worden ondertekend. Wat opvalt is dat er geen melding wordt gemaakt welke vorm van knoop het kind is geleerd. Deze strikdiploma's wordt vaak gehaald bij de kleuters (onderbouw), maar soms ook later.